# Corylopsis manipurensis
Corylopsis manipurensis är en trollhasselart som beskrevs av William Botting Hemsley. Corylopsis manipurensis ingår i släktet Corylopsis och familjen trollhasselfamiljen. Inga underarter finns listade i Catalogue of Life.